# 辣条
辣条（らつじょう、拼音: làtiáo ラーティアオ）とは、中国の駄菓子、またはスナック菓子。英語圏ではスパイシースティック(Spicy stick)やスパイシーストリップ(spicy strip)とも呼称される。主な原料は小麦粉と唐辛子で、水、塩、砂糖、着色料などを小麦粉に加えた後、高温にして押出成形し、唐辛子や保存料などの調味料と混ぜ合わせて製造される。 
辣条の製造大手は「北の衛龍、南の玉峰」と呼ばれる二大メーカーが有名であるが、零細企業のものにおいては、油の品質、コチニール色素などの食品添加物や衛生面での危険性があるとされる。 

## 歴史
辣条は湖南省平江県の料理を起源とする。最初は麺筋と呼ばれるグルテンミートに近いものだったが、その後麻辣と呼ばれる味付けをつけるようになった。辣条は、麻辣を付けた揚げていない小麦粉から製造される。平江ではそれまで、辣条の材料となる粉末調味料、辛味調味料、辛味豆腐などを作ってきた歴史があった。 
1998年、湖南省で大規模な洪水災害が発生し、農業に深刻な打撃を受けた。調味料の主原料である大豆は生産量が大幅に減少し、調味料業界は壊滅的な打撃を受けた。生活のために農家は緊急に対策を必要としたため、地元出身の邱平江、李猛能、及び鍾慶元の3名は小麦粉の代わりに大豆粉を単軸押出機に投入、唐辛子、唐辛子、クミン、砂糖、塩、植物油、その他の調味料を加えて辣条を発明した。辣条は1990年の登場後、すぐに中国全土で人気を博した。当初は小さな商店で販売され、その後大手のスーパーマーケットなどでも販売されるようになった。 
2016年2月、BBCは中国の旧正月に関する3部構成のドキュメンタリーを放映した。辣条の大手メーカーである衛龍食品の製造マネージャーである敏全路は番組内で「需要が爆発的に増加する2011年までは、商品を一つ一つ手作業で包装していた。現在は毎年6億元相当の辣条を製造し、約2,000人の雇用を生み出している。製品の約20％は国内市場で販売され、残りは海外に輸出される。」と語っている。 

### 安全性への疑問
中国中央テレビの「3.15晚会曝光」という番組において、開封市蘭考県城関郷高場村にある寧遠食品の辣条「蝦扯蛋」の製造過程で、機械からにじみ出るグリースの粉塵が混入していることが明らかにされた。また「蝦扯蛋」とはエビと卵を意味し、パッケージにもこれらの絵が印刷されているにもかかわらず、エビと卵は使用されていなかった。更には材料となる10以上の添加物は工場の地面に無造作に放置されていた。 
- 開封市尉氏県大営鎮檀頭高村の欧飛食品の辣条工場では、油汚れが付着した不衛生な機械を使用していた[2]。
- 岳陽市平江県三陽郷万古村にある鈞力食品の辣条「愛情王子」の製造工場では、原材料が地面に置かれており、それをそのまま機械に投入していた[2]。
- 平江県安定鎮浮潭村の味泉食品では、労働者がマスクや手袋を着用せず、辣条は汚れた布地の上に置かれていた。 更に従業員は辣条を素手で包装していた[2]。

湖北省食品医薬品局は、食品添加物の国内基準案に従って、ソルビン酸とデヒドロ酢酸は小麦粉製品の味付けに適さず、これらを使用した辣条は食用に適さないと呼びかけている。 
2019年5月14日、中華人民共和国の国家健康委員会は、食品安全のための食品添加物の国家基準案を発表した。これにより、食品添加物に関する国と省の規制基準の対立が露呈した。河南省では辣条製品を認定されているが、他省では認定されていない。

## 人気の要素

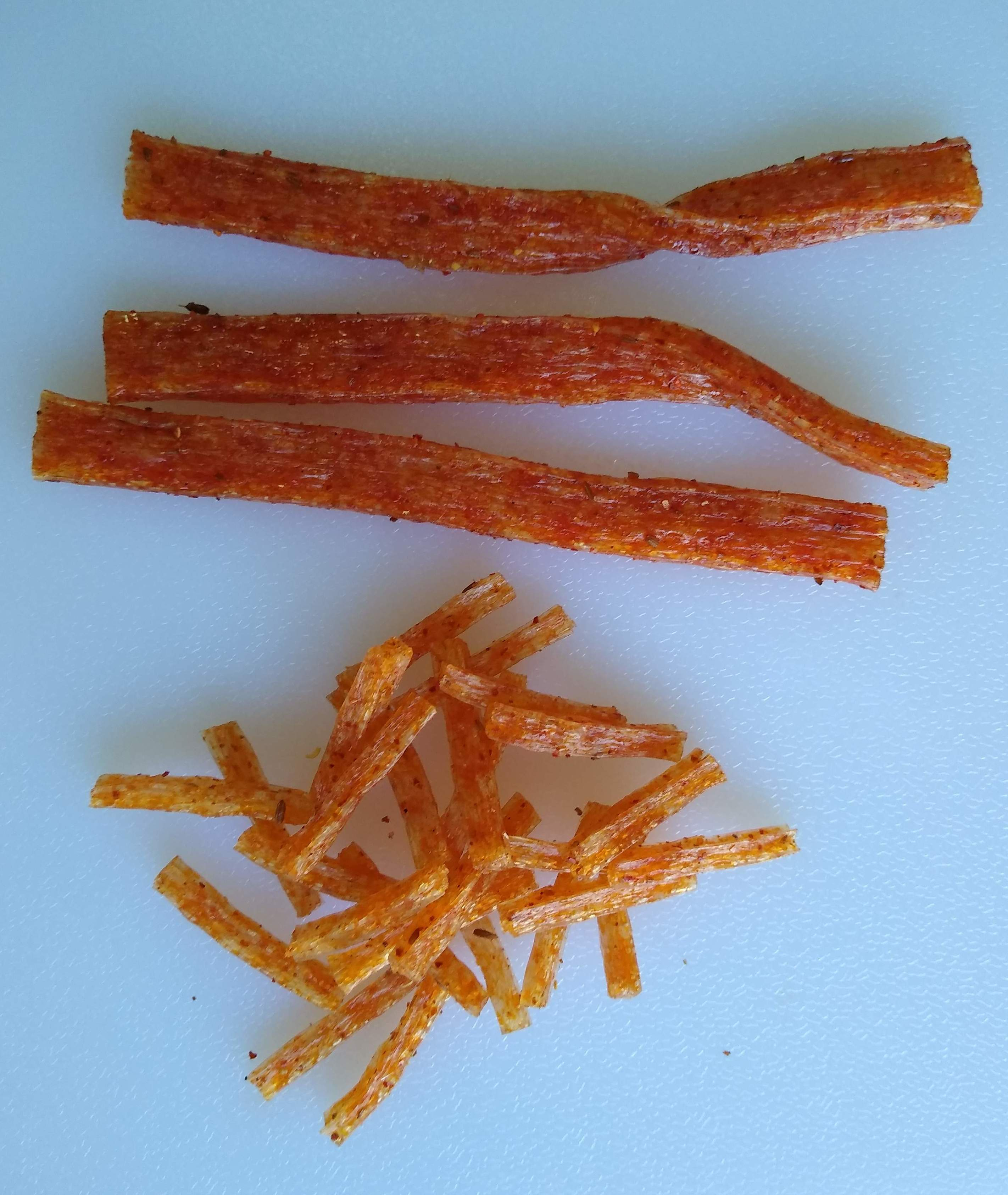
辣条

SNSにおいて、「1つの辣条を味わって落ち着く。」「辣条を持っていると、誰とでも友達になれる。」「100パックの辣条を買った私は、豊かでわがままだ。」など、辣条に関するキャッチフレーズがある。 